# 章信宗
章信宗，浙江会稽（一作嵊县）人，明朝初年政治人物。
永樂十九年（1421年）辛丑科進士，授監察御史。